# Keiko Awaji
Keiko Awaji (淡路 恵子?) (Tokyo, 13 luglio 1933 – Tokyo, 11 gennaio 2014) è stata un'attrice giapponese.

## Biografia
È famosa in patria per aver recitato nel film Cane randagio di Akira Kurosawa nel ruolo di Kimico ne I ponti di Toko-Ri di Mark Robson. Inoltre recitò in produzioni abbastanza celebri del regista Kōzō Saeki. Il suo primo marito fu il musicista filippino Rodrigo Danao, dal quale ebbe due figli: il primo è l'attore Etsuo Shima. Il suo secondo marito fu invece l'attore Kinnosuke Yorozuya, dal quale divorziò nel 1987: entrambi i loro figli morirono prematuramente, il primo in un incidente stradale mentre il secondo per suicidio, commesso nel 2004 dopo un periodo difficile in cui venne anche arrestato. L'attrice si definiva grande fan di Dragon Quest.

## Filmografia parziale
È apparsa in più di 160 film sin dal 1949:
- Cane randagio (1949)
- Una tragedia giapponese (1953)
- I ponti di Toko-Ri （1955）
- Oatari Tanukigoten (1958)